# Chimarra aberrans
Chimarra aberrans är en nattsländeart som beskrevs av Andrej Martynov 1935. Chimarra aberrans ingår i släktet Chimarra och familjen stengömmenattsländor. Inga underarter finns listade i Catalogue of Life.